# 벤자민 홉슨
벤저민 홉슨 (1816–1873) (중국어: 合信)은 청 왕조 시대의 제국주의 중국에서 런던 선교회와 함께 봉사했던 영국의 개신교 의료 선교사였다. 윌리엄 체셀든의 작업을 재현하고 상세화한 그의 《생리학 논문》은 중국과 이후 일본의 의학적 이해와 치료를 혁신하는 데 기여했다.

## 삶
홉슨은 1816년 잉글랜드 노샘프턴셔주 웰포드에서 태어났다. 그는 런던 대학교를 의학 학사로 졸업하고 MRCS 시험에 합격했다.
청나라의 의료 선교사로서 런던 선교회에 합류한 그는 아내 제인 애비 홉슨과 레그 씨, 밀른과 함께 Eliza Stewart호를 타고 떠났다. 이 배는 1839년 7월 28일 런던을 떠나 11월 12일 아니어에, 12월 18일 마카오에 도착했다. 일라이자 브리지먼의 도움으로 홉슨은 거주지를 찾고 지역 의료 선교회에 가입했다. 이 병원은 1840년 8월 1일 재개원했다. 윌리엄 로크하트가 그 달 말에 저우산시로 떠나고 다이버 박사가 곧 건강상의 이유로 은퇴하자, 홉슨은 단독으로 병원 운영을 맡게 되었다. 1843년 초, 그는 홍콩 의료 선교 병원을 설립하기 위해 떠났다. 이 병원은 6월 1일에 환자들에게 개방되었고, 서비스 수요가 예상과 수용 능력을 훨씬 초과하여 그는 중국인 조수들의 도움에 크게 의존했다. 이는 그가 서양 의학 훈련을 중국인에게 설명하는 방법을 고심하게 만들었다. 당시 중국인들은 종종 유사과학적인 전통 의학에 의존하고 있었다.
1845년, 그의 아내는 건강이 너무 나빠 7월에 영국으로 떠났지만, 12월 22일 던지네스 앞바다에서 정박 중에 사망했다. 어린 아들과 딸을 남기고, 그는 영국에 있는 동안 동료 중국 선교사 로버트 모리슨의 딸 레베카 모리슨과 재혼했다. 그는 그녀와 허쉬버그 씨와 함께 휴 워커호를 타고 돌아왔다. 이 배는 1847년 3월 11일 영국을 떠나 7월 27일 홍콩에 도착했고, 그는 병원 운영을 재개했다.
그는 1847년 10월 길레스피 씨와 함께 광저우시 (당시 "칸톤"으로 알려짐)를 방문했고, 다음 해 2월 그곳으로 이사하여 거주지에서 진료소를 운영했다. 4월에는 약국을 열었고, 6월에는 서부 교외의 쿰리포(Kum-Le-Fo) (金利埠, 진리부, lit. "황금 이익 부두")에 있는 집을 선교 병원 또는 워 아이 진료소 (번체 惠愛醫館, 간체 惠爱医馆, 후이아이 이관)으로 사용하기 위해 매입했다. 그곳에 있는 동안, 그는 중국인 목사이자 선교사인 량파와 저우쉐의 도움을 받았다. 1854년 말, 그는 건강상의 이유로 5주간의 휴식을 위해 상하이로 여행했다. 1856년 10월 제2차 아편 전쟁이 발발하자 그와 그의 가족은 홍콩으로 피신할 수밖에 없었다.
상하이의 선교 공동체는 1857년 2월 그에게 돌아오라고 설득했고, 그 해 말 로크하트 박사가 영국으로 돌아가자 그는 병원에서 로크하트의 자리를 대신했다. 그의 장남은 상업 회사에서 일했지만, 나머지 가족은 그와 함께 유럽으로 돌아왔고, 1859년 3월 영국에 도착했다. 그의 건강은 중국으로의 복귀를 허락하지 않아, 그는 이후 클리프턴과 첼트넘에 거주했다. 그는 1873년 런던 근처 포레스트 힐에서 사망했다.

## 저서
벤저민 홉슨은 다음 저서들을 출판했다.
- 《광둥어 대화록》, 광저우, 1850. (영어) & (중국어)
- 《《惠爱醫館年記》 [후이아이 이관 녠지 또는 휘 가에 이 콴 니엔 케, 칸톤 선교 병원 연례 보고서]》, 광저우, 1850. (중국어)
- 《《全體新論》 [취안티 신룬 또는 첸 테 신 룬, 생리학 논문]》, 광저우, 1851.[n 2] (중국어)
- 《《上帝辨證》 [샹디 볜정 또는 샹 테 피엔 칭, 신학적 증거]》, 광저우, 1852. (중국어)
- 《《約翰真經釋解》 [위에한 전징 스시예 또는 요 한 친 킹 시 케, 요한 복음 주해]》, 홍콩, 1853. (중국어)
- 《《祈禱式文》 [치다오 스원 또는 케 타오 시 완, 기도문 형식]》, 광저우, 1854, 개정판 1865년. (중국어)
- 《《問答良言》 [원다 량옌 또는 완 타 량 옌, 기독교 원리 문답집]》, 광저우, 1855, 1857년 상하이에서 재판. (중국어)
- 《《信德之解》 [신더 즈 시예 또는 신 티 체 케, 믿음의 설명]》, 광저우, 1855. (중국어)
- 《《博物新編》 [보우 신볜 또는 포 우 신 피엔, 자연 철학]》, 광저우, 1855. (중국어)
- 《《聖書擇錦》 [성수 저진 또는 싱 슈 치 진, 성경 발췌]》, 광저우, 1856. (중국어)
- 《《古訓撮要》 [구쉰 추야오 또는 쿠 후엔 추 야오, 고대 저자들의 중요 발췌문]》, 광저우, 1856. (중국어)
- 《《基督降世傳》 [지도 장스촨 또는 케 투 장 시 춘, 그리스도의 강림]》, 광저우. (중국어)
- 《《聖地不收貪骨論》 [성디 부 쇼우 탕구 룬 또는 싱 테 푸 쇼우 탄 쿠 룬, 탐욕은 천국에서 제외된다]》, 광저우. (중국어)
- 《《聖主耶穌啓示聖差保羅復活之理》 [성주 예수 치스 성 차 바오루오 푸후오 즈 리 또는 싱 추 야이 수 치 시 싱 차 파오 로 푸 후오 치 리, 주 예수께서 바울에게 계시하신 부활의 교리]》, 광저우. (중국어)
- 《《詩篇》 [스편 또는 시 피엔, 찬송가]》, 광저우. (중국어)
- 《《論仁愛之要》 [룬 런아이 즈 야오 또는 룬 진 가이 치 야오, 사랑의 중요성]》, 광저우, (중국어) 신약 성경 일부 장의 번역 포함
- 《칸톤 선교 병원의 9년간 연례 보고서》, 상하이, 1857.
- 《《西醫略論》 [시이 뤼에룬 또는 세 이 료 룬, 서양 외과 진료의 첫걸음]》, 상하이, 1857. (중국어)
- 《영한 의학 용어집》, 상하이, 1858. (영어) & (중국어)
- 《《婦嬰新説》 [푸잉 신숴 또는 푸 잉 신 슈오, 산과 및 소아 질환에 대한 논문]》, 상하이, 1858. (중국어)
- 《《内科新誡》 [네이커 신졔 또는 누이 코 신 슈오, 내과 진료 및 약물학]》, 상하이, 1858. (중국어)
- 〈홉슨 박사의 마카오 및 홍콩 병원 보고서〉, 《차이니즈 레포지토리》, 10, 11, 13, & 17.

다섯 가지 의학 저서는 관마오차이의 도움을 받아 출판되었다. 그의 《생리학 논문》의 삽화는 윌리엄 체셀든의 1730년 해부학 표와 1733년 골학 연구에서 파생되었다. 홉슨의 연구는 서양 해부학 지식을 중국과 일본에 소개하는 데 "기여"했으며, 전통적인 이해가 기의 흐름과 다른 유사과학에 기반했던 것에서 벗어나게 하는 전환점을 마련했다고 평가받는다.

## 같이 보기
- 개신교
- 피터 파커와 존 케네스 매켄지

## 내용주
1. ↑  중국어 제목은 현대 정체자로 표기되어 있으며, 실 사변이 앞에 붙은 것과 같은 일부 글자는 19세기 형태와 약간 다르다. 로마자 표기에는 현대 한어병음과 당시의 로마자 표기가 모두 포함된다. 번역은 와일리의 것이다.[5]
2. ↑  또한 신체에 대한 새로운 이론으로 번역되었다.[6]

### 인용
1. 1 2 3 4  BDCC.
2. 1 2 3 4  Wylie (1867), 125쪽.
3. 1 2  〈合信的《全体新论》与广东士林〉, 《《广东史志》》, CNKI, 1999, 2013년 10월 7일에 원본 문서에서 보존된 문서, 2016년 7월 20일에 확인함. (중국어)
4. 1 2 3 4  Wylie (1867), 126쪽.
5. 1 2  Wylie (1867), 126–8쪽
6. 1 2 3  Bosmia, Anand N.;  외. (2014). 《벤저민 홉슨 (1816–1873): 의료 선교사로서의 그의 업적과 중국 및 일본 의학 진료 및 해부학 지식에 미친 영향》. 《임상 해부학》 27. 154–61쪽. doi:10.1002/ca.22230. PMID 23553744. S2CID 205537041.

### 참고 문헌
- 〈벤저민 홉슨〉, 《중국 기독교 인명사전》, 2015년 10월 15일에 확인함.
- 브룸홀, 알프레드 (1982), 《허드슨 테일러와 중국의 개방 세기: 문 앞의 야만인들》, 런던: 호더 & 스토턴.
- Wylie, Alexander (1867), 〈LVII. 벤저민 홉슨〉, 《중국 개신교 선교사 기념물》, 상하이: 아메리칸 프레스비테리안 미션 프레스, 125–8쪽.